# Queixàs (Cabanelles)
Queixàs és un poble del municipi de Cabanelles (Alt Empordà), situat al sud del terme. L'església parroquial de Sant Martí de Queixàs és esmentada ja al segle x. Dins el seu terme hi havia l'antiga església de Sant Romà de Casamor.